# Bárbara Rojas-Ayala
Bárbara Rojas-Ayala (n. Santiago de Chile, 31 de diciembre de 1981) es una astrofísica chilena con Ph.D. en astronomía con minor en Ciencias de la Tierra, experta en el estudio de estrellas de baja masa, las enanas marrones y los exoplanetas. Es Investigadora Asociada del Instituto de Alta Investigaciónde la Universidad de Tarapacá y un referente de las nuevas generaciones de astrónomas chilenas.[cita requerida]

## Biografía

### Educación
Después de una licenciatura en ciencias, mención astronomía, Universidad de Chile (2000-2004) se recibe como Ph.D. en Astronomía con Minor en Ciencias de la Tierra en la Universidad Cornell, Estados Unidos el año 2011 con investigación titulada “The K-Band Metallicity and Spectral Type of M Dwarfs in the Solar Neighbourhood", bajo la dirección del Profesor James P. Lloyd. Posteriormente realizó dos Investigaciones postdoctorales, en el American Museum of Natural History de Nueva York en Estados Unidos (2011-2013) y posteriormente en el Instituto de Astrofísica e Ciências do Espaço del Centro de Astrofísicade la Universidade do Porto, en Portugal (2013-2016), integrando el grupo EXOEarths.
Si bien inicialmente quiso ser abogada, fue tras una práctica CTIO en Investigación en Astronomía (PIA) Program,mientras era estudiante de pregrado bajo la supervisión de la doctora María Teresa Ruiz, cuando decide abocarse al estudio de las estrellas enanas rojas al existir poca información sobre su composición, convirtiéndose hoy en experta en la observación y el estudio de estrellas de baja masa, enanas marrones y exoplanetas.

### Carrera académica
Tras dos posdoctorados en el extranjero, regresó a Chile a la Universidad Andrés Bello al adjudicarse un proyecto de Inserción en la Academia de CONICYT con la investigación titulada “Hacia una caracterización integral de las estrellas más pequeñas y sus compañeras en el cielo sur”. Permaneció como Profesora Asistente en el Departamento de Ciencias Físicas entre 2016 y 2019, para trasladarse entonces al Instituto de Alta Investigación de la Universidad de Tarapacá en calidad de Profesora Asociada.
A su regreso a Chile, integró el TESS Science Office (TSO)al participar como experta en la elaboración del catálogo de entrada para estrellas de baja masa del Satélite de Sondeo de Exoplanetas en Tránsito o TESS por sus siglas en inglés.

### Investigación
Es experta en el estudio de enanas rojas con las técnicas de espectroscopía y fotometría, expertiz adquirida durante su doctorado sobre abundancias fidedignas para las enanas rojas. En su tesis, desarrolló una técnica pionera para estimar las metalicidades y temperaturas de enanas rojas utilizando líneas de absorción del sodio, calcio y agua presentes en sus fotósferas en el infrarrojo cercano.Esta experiencia sostiene su investigación actual “CONOSCO” (FONDECYT  11181295), la cual tiene como objetivos abordar la falta de parámetros espectroscópicos confiables para las enanas rojas del cielo sur, además de desarrollar técnicas para derivar sus parámetros atmosféricos con precisión a partir de espectros ópticos e infrarrojos, necesarios para la correcta caracterización y estudio de la formación de los sistemas planetarios. Rojas-Ayala ha contribuido con su expertiz en técnicas de obtención de parámetros estelares en la caracterización de enanas rojas y sus exoplanetas, tales como Kepler-42, TOI-700, Gliese 1214, y Kepler-45, entre otros.
Desde 2011, ha colaborado en 31 artículos arbitradospublicados en revistas académicas de corriente principal y de gran impacto (A&A, ApJ, AJ, MNRAS y Nature), con 4 en calidad de autora principal1, además de participar como conferencista en congresos internacionales, reuniones científicas, workshops y seminarios en universidades e instituciones científicas. Es socia de la Asociación Red de Investigadoras.

## Becas, premios y distinciones
- 2023: Premio "50 Genias del año".[12]
- 2017: Premio ‘100 Líderes Jóvenes 2017’ por Revista Sábado dado por El Mercurio y Universidad Adolfo Ibañez.
- 2012: American Astronomical Society (AAS) Rodger Doxsey Prize Winner.
- 2011: Astronomical Society of New York (ASNY) Graduate Student Prize Paper Winner.
- 2010-2011: Cornell University Z. Carter Patten ’25 Graduate Fellowship in Astronomy.
- 2009-2010: AURA Claudio Anguita Fellowship
- 2009: Sigma Xi Grants-in-Aid of Research.
- 2004: CTIO Práctica en Investigación en Astronomía (PIA) Program Research Assistantship

## Publicaciones
Nota: Esta es una lista de los trabajos científicos más citados de la investigadora; para revisar el listado completo, revise el perfil de la investigadora en Google Scholar.
- Rojas-Ayala, B, Iglesias, D, Minniti, D, Saito, RK & Surot, F 2014, 'M dwarfs in the b201 tile of the VVV survey: Colour-based selection, spectral types and light curves', Astronomy and Astrophysics, vol. 571, A36.[14]
- Rojas-Ayala, B, Hilton, EJ, Mann, AW, Lépine, S, Gaidos, E, Bonfils, X, Helling, C, Henry, TJ, Rogers, LA, von Braun, K & Youdin, A 2013, 'M dwarf stars in the light of (future) exoplanet searches', Astronomische Nachrichten, vol. 334, n.o 1-2, pp. 155-158.[15]
- Rojas-Ayala, B, Covey, KR, Muirhead, PS & Lloyd, JP 2012, 'Metallicity and temperature indicators in M dwarf K-band spectra: Testing new and updated calibrations with observations of 133 solar neighborhood Mdwarfs', Astrophysical Journal, vol. 748, n.o 2, 93.[10]
- Rojas-Ayala, B, Covey, KR, Muirhead, PS & Lloyd, JP 2010, 'Metal-rich M-dwarf planet hosts: Metallicities with k-band spectra', Astrophysical Journal Letters, vol. 720, n.o 1 PART 2.[16]